# 変顔でバイバイ!!
「変顔でバイバイ!!」（へんがおでバイバイ）は、日本のダンスロックバンド・DISH//の5作目のシングル。Sony Recordsから2014年12月3日に発売された。

## 概要
- 前作『サイショの恋〜モテたくて〜/FLAME』から約6ヶ月振りのリリース。
- CDは初回生産限定盤A・B、通常盤の3形態で発売。
- 表題曲「変顔でバイバイ!!」は、氣志團の綾小路翔・星グランマニエからの楽曲提供である。
- 初回生産限定盤Aの特典DVDには、「変顔でバイバイ!!」のMV & メイキングを収録。
- 初回生産限定盤Bの特典DVDには、「DISH// とロスと寝起きドッキリ!? と」を収録。

## 収録曲

### CD
※M-1~3は全種類共通
1. 変顔でバイバイ!!
作詞：綾小路翔　作曲：星グランマニエ　編曲：梅原新
2. W-B-C “若人Baseball Classic”
作詞・作曲：小倉しんこう　編曲：小倉しんこう、梅原新
3. 好きになってくれてありがとう
作詞・作曲・編曲：田村歩美
4. 変顔でバイバイ!! 〜Instrumental〜
  - 初回限定盤Aのみ
5. W-B-C “若人Baseball Classic” 〜Instrumental〜
  - 初回限定盤Bのみ
6. 好きになってくれてありがとう 〜Instrumental〜
  - 通常盤のみ

### DVD

#### 初回生産限定盤A
1. 「変顔でバイバイ!!」ミュージックビデオ スペシャルバージョン
2. 「変顔でバイバイ!!」メイキング

#### 初回生産限定盤B
1. 「DISH// とロスと寝起きドッキリ!? と」